# Lönsboda GoIF
Lönsboda GoIF är en idrottsförening från Lönsboda i Sverige. Klubben bildades den 19 september 1919 under namnet Örkeneds Idrottsförening. År 1922 ändrades namnet till Lönsboda Idrottsförening. Den 24 mars 1930 ändrades namnet till Lönsboda Gymnastik & Idrottsförening. I samband med detta kom även Lönsboda Gymnastikförening, Lönsboda Cykelklubb och Lönsboda Pingpongklubb att ingå i föreningen.
Damfotbollslaget spelade fem säsonger i Sveriges högsta division under perioden 1978-1982.

### Fotnoter
1. ↑  Jimmy Lindahl (26 februari 2004). ”Maratontabell för högsta damserien 1978-2003”. Bolletinen. http://www.bolletinen.se/sfs/pdf/stat_d_maraton_1978_2003_maratontab_f_hogsta_damserien.pdf. Läst 13 oktober 2013.